# 杜璲
杜璲（1484年—？），字汝鳴，陝西西安府涇陽縣人，軍籍，明朝政治人物。

## 生平
正德十一年（1516年）丙子科陝西鄉試第四十七名舉人。正德十六年（1521年）中式辛巳科會試第一百九十六名，登第三甲第九名進士。

## 家族
曾祖杜林；祖父杜肅；父杜貫，母母楊氏；繼母鄒氏。具慶下。